# سی ونچر
سی ونچر (به انگلیسی: Sea Venture) یک کشتی است.